# RIM-24 Tartar
Die RIM-24 Tartar war eine Flugabwehrrakete für Kurz- und Mittelstrecken der United States Navy aus den 1960er-Jahren. Der Flugkörper wurde von General Dynamics gefertigt. Die Tartar konnte auch gegen Überwasserziele eingesetzt werden.

## Geschichte
Die Tartar war im Wesentlichen eine Version der RIM-2 Terrier ohne zweiten Booster. Der Auftrag für die Tartar wurde 1955 vergeben, drei Jahre später flog die erste Rakete. Die Einführung in die aktive Flotte fand 1962 statt. An die Tartar wurde nie die damals aktuelle SAM-N-xx-Designation vergeben, die Rakete war bekannt als Missile Mk. 15. 1962 wurde die Rakete mit der Einführung der RIM-Designation als RIM-24 bezeichnet.
Die RIM-24A Tartar konnte gegen Ziele in Höhen von 15 bis 15.000 Metern eingesetzt werden. Die effektive Reichweite lag zwischen 1,8 und rund 15 Kilometern. Die später eingeführte RIM-24B Improved Tartar erhielt ein moderneres Radarsystem und ein stärkeres Triebwerk, das die Flughöhe auf über 20.000 Meter und die Reichweite auf über 30 Kilometer verbesserte. Viele Raketen wurden im Laufe zu RIM-24C Improved Tartar Retrofit modifiziert. Eine Gewichtsreduktion erhöhte die Reichweite noch einmal um etwa 2 Kilometer.
Ersetzt wurde die Tartar durch die RIM-66 Standard Missile in der Ausführung mittlerer Reichweite.

## Technik
Die LenkwaffeTartar wurde mit einem Festtreibstoff-Raketenantrieb auf 1,8 Mach beschleunigt und semiaktiv ins Ziel geleitet: Dieses wurde vom Schiff mit seinem Radar angestrahlt und die Tartar nutzte die zurückgeworfenen Radarwellen um ihren etwa 60 Kilogramm schweren,  Continuous-Rod-Gefechtskopf, ins Ziel zu bringen.
Der Start erfolgte entweder aus einem Mk-11-Doppelarm- oder aus den Mk-13- und Mk-22-Einarmstartern.

## Einsatz
Die Tartar wurde zuerst verwendet auf den modifizierten Zerstörern der Forrest-Sherman-Klasse und den Kreuzer-Umbauten der Baltimore-Klasse. Von Beginn an wurde die Tartar von Zerstörern der Charles-F.-Adams-Klasse und den Atomkreuzern der California-Klasse eingesetzt.
Ausländische Nutzer waren die Royal Australian Navy, welche die RIM-24 an Bord der Fregatten der Adalaide-Klasse und Perth-Klasse einsetzte, sowie die Bundesmarine an Bord der Lütjens-Klasse.